# Ryota Tsuzuki
Ryota Tsuzuki (født 18. april 1978) er en japansk fodboldspiller.

## Japans fodboldlandshold
| Japans landshold | Japans landshold | Japans landshold |
| År               | Kmp              | Mål              |
| ---------------- | ---------------- | ---------------- |
| 2001             | 2                | 0                |
| 2002             | 0                | 0                |
| 2003             | 0                | 0                |
| 2004             | 1                | 0                |
| 2005             | 0                | 0                |
| 2006             | 0                | 0                |
| 2007             | 0                | 0                |
| 2008             | 0                | 0                |
| 2009             | 3                | 0                |
| Total            | 6                | 0                |